# Bosmoreau-les-Mines
 Bosmoreau-les-Mines  es una localidad y comuna de Francia, en la región de Lemosín, departamento de Creuse, en el distrito de Guéret y cantón de Bourganeuf.
Su población en el censo de 1999 era de 272 habitantes.
Está integrada en la Communauté de communes de Bourganeuf-Royère-de-Vassivière.

## Demografía
| 414 | 444 | 377 | 301 | 249 | 272 |
| Para los censos de 1962 a 1999 la población legal corresponde a la población sin duplicidades (Fuente: INSEE [Consultar]) |     |     |     |     |     |